# Abraham Hülphers den äldre
Abraham Danielsson Hülphers den äldre, född 31 mars 1704, död 26 november 1770, var en svensk tidig industriman och politiker. Han var far till Abraham Hülphers den yngre.
Som brukspatron i Bergslagen medverkade han till manufakturens utveckling mot tidig industrialism i Sverige. I den omfattande affärsverksamheten i Västerås och runtom i Västmanland samt Stockholm ingick införande av nya produkter till den svenska marknaden såsom tobakvaror, textiler, porslin, te och vinprodukter, knutet till engagemang i Svenska Ostindiska Companiet.
Jämsides handelsverksamheten var han rådman i Västerås, och deltog som företrädare av borgarståndet för Mösspartiet under frihetstidens riksdagar 1740-1766.

## Biografi
Abraham Danielsson Hülphers föddes 1704 i Hedemora, Dalarna, som son till hattstofferare Daniel Johansson Hülphers av släkten Hülphers och Catharina, född Torpensis.
På fädernet var Abraham Hülphers sonsonsson till Hans Hilper, som immigrerade till Nyköping år 1625 från Schmalkalden, Tysk-romerska riket. På mödernet var han sondotterson till Petrus Petri Torpensis och dotterdotterson till Anders Angerstein. Dessutom var han ättling i femte led till Olaus Canuti Helsingius, liksom till Stephanus Olai Bellinus.
Han gifte sig med Christina, född Westdahl, dotter till handlaren och politikern Lars Olofsson Westdahl i Västerås. Tillsammans fick de 13 barn, inklusive sonen Abraham Hülphers den yngre, dottern Agnes som var gift med Pehr Arosenius, dottern Wilhelmina som var gift med Henrik Braad, samt Christina som var gift med Olof Lindbom.
Efter inledande sejour i Stockholm avlade han borgared på Västerås rådhus 1729, där han etablerade affärsverksamhet som breddades jämte utökande politiska åtaganden. Handelsverksamheten kopplade samman bruksnäring runtom i Bergslagen och innehaven i landet med Stockholm, vilket kombinerades med fastighetsutveckling av byggnadskomplex i Västerås. Hülphers hade inte minst ett stort engagemang i järnhandeln. Han kom att bli en av tidens största invägare av järn, en exportvara som i sin tur under den så kallade Skeppsbroadelns glansperiod utgjorde omkring 75 procent av landets totala exportvärde.
Förutom rådmanssysslorna i Västerås deltog Abraham Hülphers som företrädare av för Mösspartiet med näst högsta väljarstöd i borgarståndet under frihetstidens riksdagar 1740–1741, 1742–1743, 1755–1756, 1760–1762 och 1765–1766, som utökade näringsfriheten och antog tryckfrihetsförordningen.
Utöver omvittnat engagemang för vetenskap och de sköna konsterna anslog han 25 000 daler kopparmynt med ränta till förmån för Västerås änkor.
Abraham Danielsson Hülphers dog 1770 och begravdes i Västerås domkyrka. Gravsättningen skedde i biskop Olaus Stephani Bellinus gravhäll i mittgången, vilket han som ättling vann bifall till på egen begäran. Ett nyklassicistiskt epitafium lät uppföras 1772 i domkyrkan av hovskulptören Johan Ljung (1717–1787) på uppdrag av ättlingarna, "krönt med det hülpherska vapet omgivet av en stav med två ormar och spöknippe, symboler för köpmans- och rådmansuppgifterna, samt två ymnighetshorn överflödande av penningar och vindruvor."

## Bilder

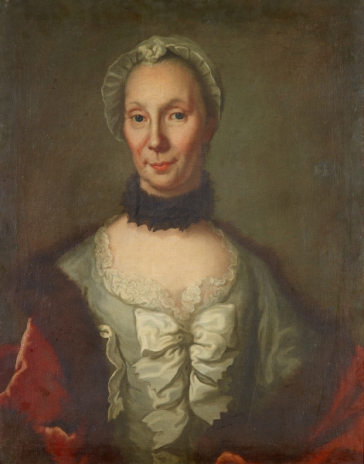
Porträtt av Abrahams hustru Kristina Hülphers, f. Westdahl (1711–1767). Av okänd ca 1750.
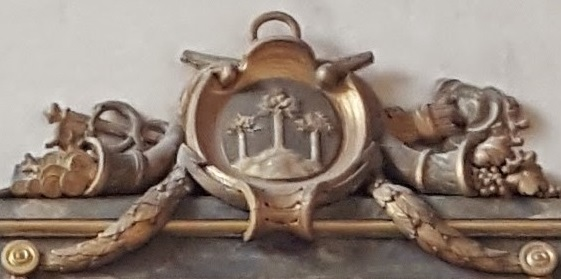
Vapensköld ovanpå epitafium tillägnat Abraham Hülphers den äldre (1704–1770) och hans fru Kristina i Västerås domkyrka.
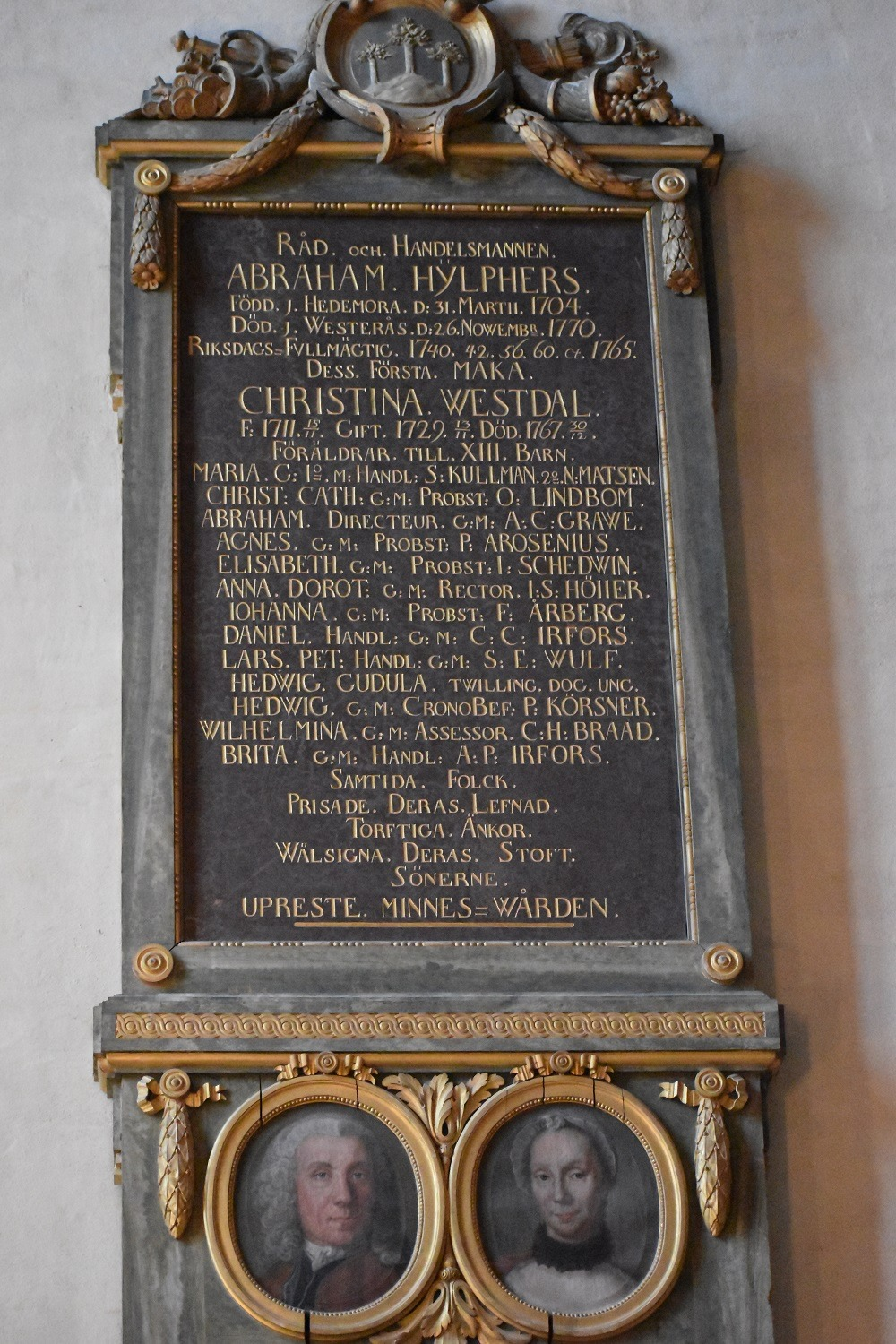
epitafium tillägnat Abraham Hülphers den äldre (1704–1770) och hans fru Kristina i Västerås domkyrka.